# 西北地郡
西北地郡（せいほくち-ぐん）は、中華人民共和国寧夏回族自治区にかつて設置された郡。現在の呉忠市一帯に相当する。
南北朝時代、西魏により設置された。582年（開皇2年）、隋朝により廃止され、管轄県は寧州に移管された。

## 下部行政区
- 彭陽県
- 襄楽県
- 帰徳県